# 1·2三四郎
《1·2三四郎》為連載於日本講談社的《週刊少年Magazine》的漫畫，連載期間為1978年至1983年，後亦於連載期間輯錄為單行本發售。曾獲得講談社漫畫賞的該漫畫作品為漫畫家小林誠的首部作品，也是他至今許多作品中的知名傑作。因為普受歡迎，該作品翻製成動畫、連續劇及電影，其內容均如漫畫中，圍繞橄欖球、柔道及摔跤。
該漫畫作品除了於日本發行外，也在臺灣、香港等華人世界面世。例如在台灣，是由尖端出版所翻譯出版。